# كهف الذئب
كهف الذئب (بالفنلندية: Susiluola، السويدية: Varggrottan، بالإنجليزية: Wolf Cave) هو صدع في الجبل المقدس (بالسويدية: Bötombergen) في كريستينستاد، بالقرب من بلدية كاريوكي في فنلندا، كان الجزء العلوي من الصدع مليئًا بالتربة، مكونًا كهفًا.
في عام 1996، تم العثور على بعض الأشياء في الكهف مما أدى إلى تكهنات بأنه كان من الممكن أن يكون مأهولًا في العصر الحجري القديم، منذ ما بين 120.000 و130.000 سنة. هذه الأشياء إذا كانت أصلية، ستكون القطع الأثرية الوحيدة المعروفة لإنسان نياندرتال في بلدان الشمال الأوروبي.